# Mesochorus longicoleus
Mesochorus longicoleus är en stekelart som beskrevs av Dasch 1974. Mesochorus longicoleus ingår i släktet Mesochorus och familjen brokparasitsteklar. Inga underarter finns listade i Catalogue of Life.